# José Caicedo Rojas
José Caicedo Rojas (Santafé de Bogotá, 8 de agosto de 1816- Bogotá, 20 de octubre de 1898) fue un poeta, novelista, dramaturgo, ensayista y traductor colombiano, miembro del Partido Conservador Colombiano.

## Biografía
José Caicedo Rojas nació en Bogotá Colombia el 8 de agosto de 1816. Participó en reuniones sociales y culturales donde se entrelazaban la literatura y la política, como por ejemplo, en El Mosaico, fundada por José María Vergara y Vergara y Eugenio Díaz Castro. Este grupo contaba con la presencia de figuras destacadas como el lingüista José Manuel Marroquín, el educador Manuel Ancizar, el político José María Samper, el educador José Manuel Groot y el poeta y novelista Jorge Isaacs.
José María Vergara y Vergara también compiló sus poemas en un volumen que formaba parte del movimiento conocido como Parnaso colombiano. Además, El Mosaico estableció un periódico del mismo nombre, donde se publicaban crónicas periodísticas, poemas y novelas.
En la última parte del siglo XIX, surgieron numerosas publicaciones periódicas y literarias con el objetivo de fortalecer el sentido de identidad nacional; bajo los seudónimos de Celta, Damón y Yarilpa, expresaba sus ideas en periódicos como El Repertorio Colombiano, El Mosaico, El Papel Periódico, El Neogranadino, El Pasatiempo, El Correo Mercantil y El Museo, entre otros periódicos de Santafé.
Además de su participación en el ámbito literario y periodístico, ocupó el cargo de director del Museo Nacional de Colombia y fue miembro correspondiente de la Real Academia Española y miembro de número de Academia Colombiana de la Lengua. En el ámbito político, ejerció como Diputado al Congreso por la provincia de Bogotá durante el periodo 1850-1851 y también se desempeñó como presidente de la Cámara de Representantes.
Su obra literaria, que abarcó la novela, la poesía, el teatro, el ensayo y la traducción, refleja su curiosidad intelectual y su habilidad para explorar diversos géneros literarios. Además de su labor literaria, Caicedo Rojas fue un defensor de los derechos de los indígenas y un activista en la lucha por la igualdad y la justicia. Su influencia en la política y la cultura colombianas de su época fue significativa. Murió en Bogotá Colombia el 20 de octubre de 1898.

## Obras
A lo largo de su carrera, produjo numerosas obras que reflejan tanto sus preocupaciones sociales y políticas como su profundo amor por la cultura colombiana. Algunas de sus obras más destacadas incluyen:
- Apuntes de ranchería y otros escritos escogidos.[4]
- Juana la bruja (novela histórica).[5]
- Recuerdos de Jerusalén
- Recuerdos y apuntamientos.[5]